# Atifle

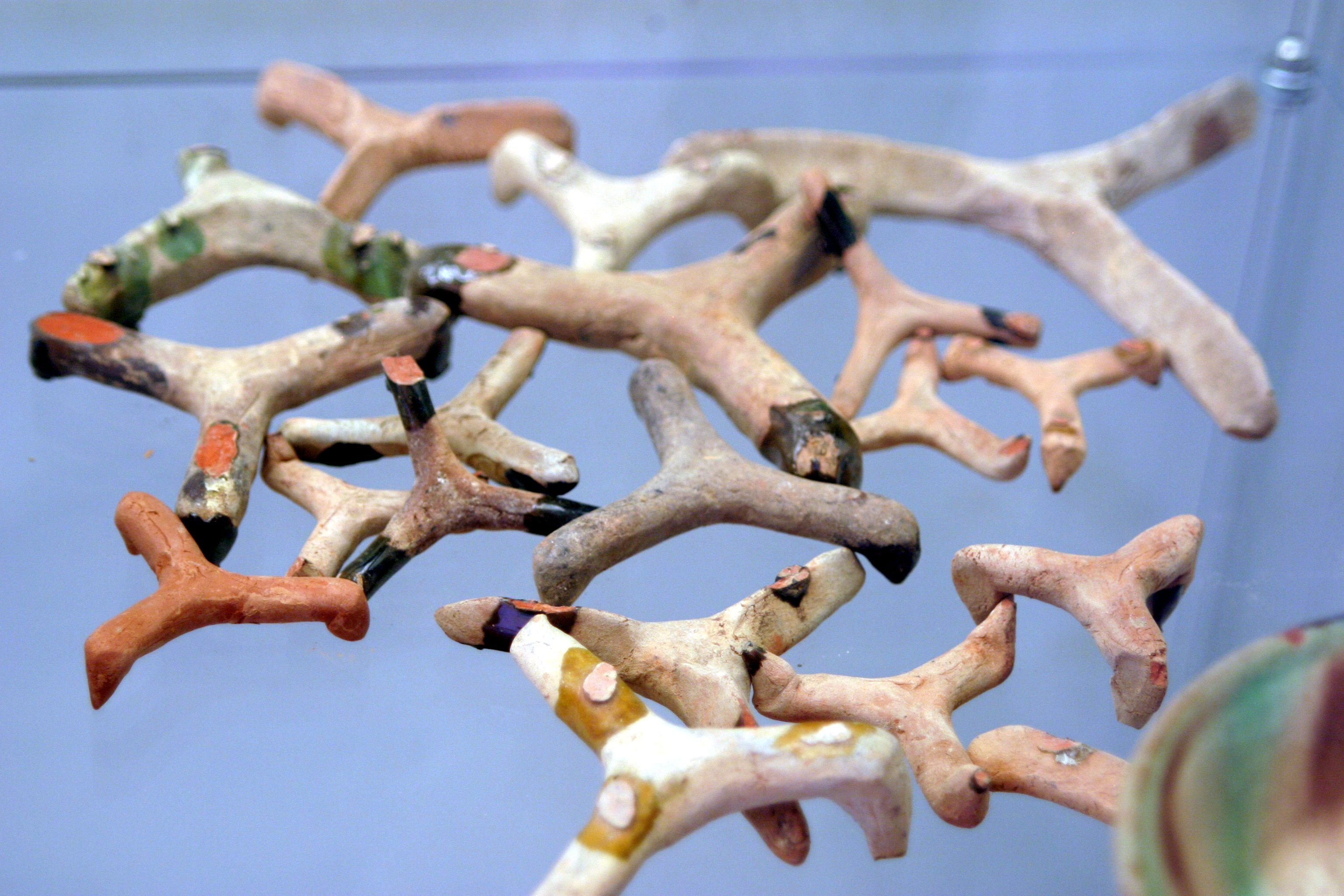
Atifles árabes en la Alcazaba de Málaga.

Atifle es un utensilio de arcilla refractaria que se usa en la cocción de piezas de cerámica esmaltadas, evitando que se peguen durante la cocción unas a otras.

## Características
Su forma es de una estrella de tres puntas, terminadas en pico. Este utensilio deja unas características huellas en la pieza terminada sin esmalte.